# جوناثان وولف
جوناثان وولف (بالإنجليزية: Jonathan Wolff)‏ هو ملحن أمريكي، ولد في 23 أكتوبر 1958 في لويفيل في الولايات المتحدة.

## وصلات خارجية
- جوناثان وولف على موقع IMDb (الإنجليزية)
- جوناثان وولف على موقع ألو سيني (الفرنسية)
- جوناثان وولف على موقع ميوزك برينز (الإنجليزية)
- جوناثان وولف على موقع أول ميوزيك (الإنجليزية)
- جوناثان وولف على موقع ديسكوغز (الإنجليزية)
- جوناثان وولف على موقع كينوبويسك (الروسية)